# 石英闪长岩

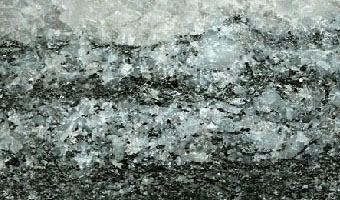
石英閃長岩, 標本地點：斯洛伐克，Low Tatras，Nízke Tatry Mountain

石英閃長岩（英語：Quartz diorite）是一種長英質的深成岩，具有顯晶石質結構。長石以奥长石或中長石爲主，其中含鉀的長石少於 10% 。石英的含量在 5% 到 20% 之間。深色的副礦物通常為黑雲母、角閃石和輝石 。